# Catharijnebrug (Haarlem)
De Catharijnebrug is een draaibrug in het centrum van de Nederlandse stad Haarlem. De brug is tussen 1902 en 1903 gebouwd en werd op 27 juli 1999 aangewezen als rijksmonument. De brug verbindt de Koudenhorn met de nieuwe weg over de Papentorenvest die in dezelfde periode is aangelegd. De brug is ontworpen door gemeentearchitect Jacques Leijh.

## Geschiedenis

De oude Catharijne- of Hooge brug, de voorloper van de huidige brug

Op korte afstand van de huidige Catharijnebrug lag al vele eeuwen lang een brug over het Spaarne. De oude Catharijnebrug of Hooge brug was een houten ophaalbrug die de Papentorenvest pal naast molen De Adriaan verbond met de Koudenhorn bij het huidige politiebureau. De brug maakte tot in de achttiende eeuw deel uit van de Sint Catrijnenpoort, de waterpoort van de vestingwerken rond Haarlem.
De nieuwe Catharijnebrug werd gebouwd om het centrum van Haarlem qua verkeer beter te ontsluiten en om de zeer smalle Papentorenvest nabij de molen te ontlasten. Er werd namelijk een lichtfabriek (het latere Gemeentelijk energiebedrijf) gebouwd in de Veerpolder. De nieuwe brug is in zijn geheel ontworpen door Jacques Leijh, maar de boven- en onderbouw zijn gebouwd door verschillende bedrijven. De bovenbouw is gebouwd door de Koninklijke Nederlandsche Grofsmederij en de onderbouw door B. Zuithof & Zonen.
Na de bouw zijn verschillende delen van de brug gemoderniseerd, of gewijzigd. Zo zijn onder andere de dubbele afsluithekken vervangen door slagbomen, de lantaarnpalen door lichtmasten en de oude seinborden door seinlichten. In 1933 werd de brug geëlektrificeerd. Al deze toevoegingen en wijzigingen maken geen onderdeel uit van het rijksmonument.
Op 23 november 1999 is de brug onder nummer 513353 ingeschreven in het rijksmonumentenregister. De brug is een voorbeeld van een begin-20e-eeuwse draaibrug, bestaande uit smeed- en gietijzer. Bij het benoemen tot rijksmonument werd ook meegenomen dat de brug zeldzaam is op het gebied van bouwtechniek, typologie, functionaliteit en materiaalgebruik. De brug is voor de stad Haarlem ook belangrijk en ook dat werd in de besluitvorming meegenomen.
In 1999 is de brug in zijn geheel vervangen voor een exacte kopie. Hierbij is het houten brugwachtershuisje vervangen voor een ontwerp van architect Paul Wintermans. Het nieuwe brugwachtershuisje staat niet op de brug zelf, maar net als het vorige huisje aan de oever van de Koudenhorn en hangt gedeeltelijk over het water heen. Het koepelvormige huisje staat op een granieten uitkraging en is geheel met koper bekleed.

## Boven- en onderbouw
De brug is grofweg op te delen in twee stukken, de zogenaamde boven- en onderbouw.

### Bovenbouw

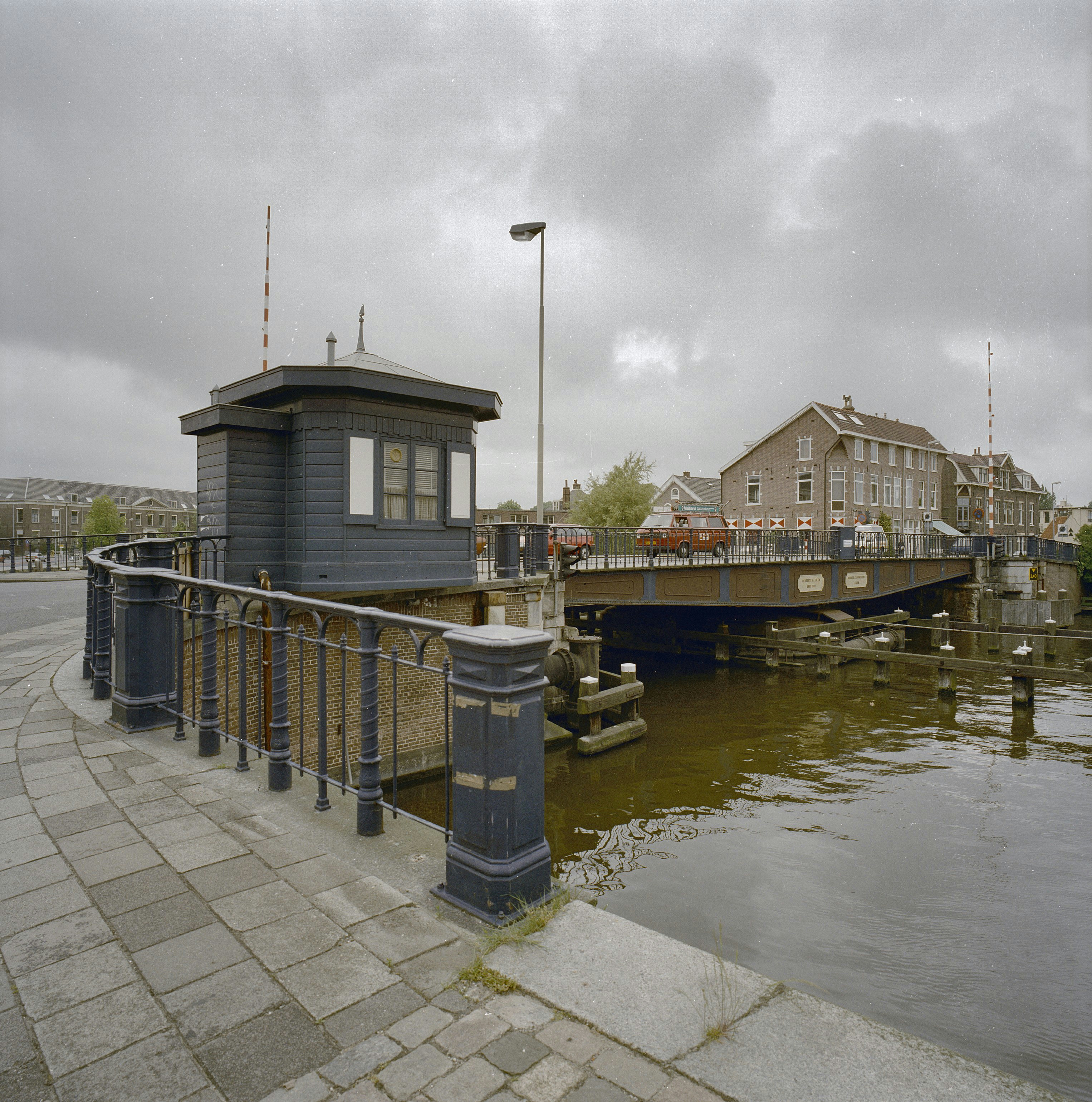
De piëdestals goed zichtbaar. Foto genomen in 1996 met het oude brugwachtershuisje voor de renovatie van 2000.

De bovenbouw zijn de onderdelen die gebruikt worden, zoals de wegdekken, draai-inrichting en de piëdestals. De brug bestaat uit langs- en dwarsliggers van gietijzer en staal. Bovenop ligt een onderdek opgebouwd uit eikenhouten delen, ook de trottoirs zijn van eikenhout. Wel hebben de trottoirs bij het brugdek een natuurstenen bekleding. Het moderne wegdek werd voorafgegaan door een rijdek bestaande uit teakhouten blokjes, tussen het wegdek en de trottoirs liggen ijzeren goten.
Op de brug zijn versieringsplaten aangebracht die samen acht velden vormen. In de middelste twee velden zijn aan beide zijden borden aangebracht waarop valt te lezen: Gemeente Haarlem/ Anno 1902 en Kon. Ned. Grofsmederij/Leiden.
De leuningen van de brug beginnen op de landhoofden en vleugelmuren. Ze zijn van smeed- en gietijzer. De decoratiestijl is Neorenaissancistisch. De leuningen aan de oostelijke landhoofd lopen door tot aan de aangrenzende huizen. De leuningen staan op ronde, met ranken versierde, kolommen en tussen de kolommen rondbogen. Vlak boven de voeten van de kolommen hebben de ranken een bladmotief. Aan het einde spijlen en piëdestals. De piëdestals aan het einde van de leuningen zijn vierkant en de piëdestals op de brug zelf achthoekig. Op de achthoekige piëdestals stonden vroeger lantaarnpalen met daarop koperen lantaarns.
Op de noordelijke brugleuning is een ijzeren naamplaat aangebracht. De zuidelijke brugleuning wordt ter hoogte van de draai-inrichting onderbroken door een stalen kast met daarin de elektrische bediening. Aan de linkerzijde van deze kast bevindt zich nog de originele grendel waarmee de brug op slot gezet kon worden.

### Onderbouw
De onderbouw bestaat uit de landhoofden, vleugelmuren en de pijler waar de draai-inrichting op staat. Alle zijn gemetseld in miskleurige en grijze klinkers. De grondkeermuren bestaan uit dezelfde miskleurige klinkers, maar ook uit rollagen van grijze klinkers. De landhoofden en vleugelmuren zijn bekleed met natuurstenen dekzerken. Duits graniet is gebruikt ter bekleding van de landhoofden, vleugelmuren, draaipijler en de plinten aan de waterlijn. De hoeken van de landhoofden hebben decoraties met natuurstenen blokken.
De pijler in het midden van de brug is ovaalvormig en is geplaatst in de lengterichting van de rivier. De brugdrager zelf is rond en van gietijzer. De brug werd vroeger met de hand vanaf de brug zelf bediend. De bediening gebeurde met een zogenaamde sleutel, dat was een stalen staaf die door het brugdek met de draai-inrichting verbonden werd. Om bij het draaien de brug af te remmen zijn aan de landhoofden gietijzeren stootplaten aangebracht.

## Brugwachtershuisje
Het oude huisje had een achthoekig grondvlak. Aan de waterkant had het ramen, met stijlen en regels van grenenhout, in alle hoeken en aan de straatkant een rechthoekige uitbouw. De buitenwanden waren bedekt met schroten van grenen, de binnenwanden en plafonds hadden schroten van vurenhout. Aan de buitenkant waren wit geschilderde luiken aangebracht en het dak was een zinken tentdak. Aan de zijkant bevond zich een privaat.